# Lasioglossum umbone
Lasioglossum umbone là một loài Hymenoptera trong họ Halictidae. Loài này được Michener mô tả khoa học năm 1980.